# Atlas banka
Atlas banka je crnogorska poslovna banka osnovana 2002. godine te je jedna od najvećih u zemlji. Osim u zemlji, banka posluje i u inozemstvu i to u Beogradu, Prištini, Moskvi i Limassolu.
Banka je članica Fonda za zaštitu depozita dok je 2017. godine potpisan inicijalni ugovor s kineskom kartičnom tvrtkom China UnionPay (Union Pay International).

## Kontroverze
Tijekom srpnja 2015. započeo je spor između Atlas banke i arapske tvrtke Kaspia Property Holdings koja je tada aktivirala bankarsku garanciju u vrijednosti od 12,5 milijuna eura koje je banka odbila isplatiti. Tamošnji Trgovački sud je prvotno odbio tužbeni zahtjev kao neosnovan. Kompanija sa sjedištem u Dubaiju nije odustala tako da je novom prvostupanjskom presudom odlučeno da banka mora isplatiti garanciju.
Bivši službenici bankovne poslovnice u Kolašinu podizali su kredite u ime sugrađana a taj skandal datira još iz 2006. godine. Tada su podnjete prve kaznene prijave a apsurd je tim veći jer je kolašinsko tužiteljstvo tada odbacilo tužbe zbog navodne zastarjelosti. Slučaj je pokrenut nakon što je utvrđeno da su službenici kolašinske poslovnice podigli kredite u ime 370 sugrađana u ukupnom iznosu od preko 1,5 milijuna eura.

## Vanjske poveznice
Službene web stranice banke